# Campionato del mondo endurance 2025
Il Campionato del mondo endurance 2025 è la tredicesima stagione del Campionato del mondo endurance FIA, una serie di corse automobilistiche organizzata dalla Federazione Internazionale dell'Automobile (FIA) e dall'Automobile Club de l'Ouest (ACO). Il campionato è iniziato il 28 febbraio a Lusail e terminerà l'8 novembre, in Bahrain.
Il campionato è suddiviso in due classi: la prima, denominata Hypercar, è riservata ai prototipi conformi alle specifiche LMH e LMDh; la seconda classe, invece, è dedicata alle vetture LMGT3.

## Calendario
Il calendario per la stagione 2025 è stato annunciato il 14 giugno 2024, durante il weekend della 24 Ore di Le Mans. Non ci sono differenze rispetto la stagione passata.
| Gara | Evento                     | Circuito                      | Sede                          | Data             |
| ---- | -------------------------- | ----------------------------- | ----------------------------- | ---------------- |
| -    | Prologo                    | Circuito di Lusail            | Lusail, Qatar                 | 21 e 22 febbraio |
| 1    | 1812 km del Qatar          | Circuito di Lusail            | Lusail, Qatar                 | 28 febbraio      |
| 2    | 6 Ore di Imola             | Autodromo Enzo e Dino Ferrari | Imola, Italia                 | 20 aprile        |
| 3    | 6 Ore di Spa-Francorchamps | Circuito di Spa-Francorchamps | Stavelot, Belgio              | 10 maggio        |
| 4    | 24 Ore di Le Mans          | Circuit des 24 Heures du Mans | Le Mans, Francia              | 14-15 giugno     |
| 5    | 6 Ore di San Paolo         | Circuito di Interlagos        | São Paulo, Brasile            | 13 luglio        |
| 6    | Lone Star Le Mans          | Circuito delle Americhe       | Austin, Stati Uniti d'America | 7 settembre      |
| 7    | 6 Ore del Fuji             | Circuito del Fuji             | Oyama, Giappone               | 28 settembre     |
| 8    | 8 Ore del Bahrain          | Bahrain International Circuit | Sakhir, Bahrain               | 8 novembre       |

## Scuderie e piloti

### Classe Hypercar
| Scuderia                  | Vettura               | Motore                         | Pneumatici | #   | Piloti                | Licenza | Gare   |
| ------------------------- | --------------------- | ------------------------------ | ---------- | --- | --------------------- | ------- | ------ |
| Aston Martin THOR Team    | Aston Martin Valkyrie | Aston Martin RA 6.5 L V12      | M          | 007 | Tom Gamble            | G       | 1-     |
| Aston Martin THOR Team    | Aston Martin Valkyrie | Aston Martin RA 6.5 L V12      | M          | 007 | Harry Tincknell       | P       | 1-     |
| Aston Martin THOR Team    | Aston Martin Valkyrie | Aston Martin RA 6.5 L V12      | M          | 007 | Ross Gunn             | P       | 1      |
| Aston Martin THOR Team    | Aston Martin Valkyrie | Aston Martin RA 6.5 L V12      | M          | 009 | Alex Riberas          | G       | 1-     |
| Aston Martin THOR Team    | Aston Martin Valkyrie | Aston Martin RA 6.5 L V12      | M          | 009 | Marco Sørensen        | P       | 1-     |
| Aston Martin THOR Team    | Aston Martin Valkyrie | Aston Martin RA 6.5 L V12      | M          | 009 | Roman De Angelis      | G       | 1, 4   |
| Porsche Penske Motorsport | Porsche 963           | Porsche 9RD 4.6 L Turbo V8     | M          | 4   | Felipe Nasr           | P       | 4      |
| Porsche Penske Motorsport | Porsche 963           | Porsche 9RD 4.6 L Turbo V8     | M          | 4   | Nick Tandy            | P       | 4      |
| Porsche Penske Motorsport | Porsche 963           | Porsche 9RD 4.6 L Turbo V8     | M          | 4   | Pascal Wehrlein       | P       | 4      |
| Porsche Penske Motorsport | Porsche 963           | Porsche 9RD 4.6 L Turbo V8     | M          | 5   | Julien Andlauer       | G       | 1-     |
| Porsche Penske Motorsport | Porsche 963           | Porsche 9RD 4.6 L Turbo V8     | M          | 5   | Michael Christensen   | P       | 1-     |
| Porsche Penske Motorsport | Porsche 963           | Porsche 9RD 4.6 L Turbo V8     | M          | 5   | Mathieu Jaminet       | P       | 1-2, 4 |
| Porsche Penske Motorsport | Porsche 963           | Porsche 9RD 4.6 L Turbo V8     | M          | 5   | Nico Müller           | P       | 3      |
| Porsche Penske Motorsport | Porsche 963           | Porsche 9RD 4.6 L Turbo V8     | M          | 6   | Kévin Estre           | P       | 1-     |
| Porsche Penske Motorsport | Porsche 963           | Porsche 9RD 4.6 L Turbo V8     | M          | 6   | Laurens Vanthoor      | P       | 1-     |
| Porsche Penske Motorsport | Porsche 963           | Porsche 9RD 4.6 L Turbo V8     | M          | 6   | Matt Campbell         | P       | 1-2, 4 |
| Porsche Penske Motorsport | Porsche 963           | Porsche 9RD 4.6 L Turbo V8     | M          | 6   | Pascal Wehrlein       | P       | 3      |
| Proton Competition        | Porsche 963           | Porsche 9RD 4.6 L Turbo V8     | M          | 99  | Neel Jani             | P       | 1-     |
| Proton Competition        | Porsche 963           | Porsche 9RD 4.6 L Turbo V8     | M          | 99  | Nico Pino             | S       | 1-     |
| Proton Competition        | Porsche 963           | Porsche 9RD 4.6 L Turbo V8     | M          | 99  | Nicolás Varrone       | G       | 1-     |
| Toyota Gazoo Racing       | Toyota GR010 Hybrid   | Toyota H8909 3.5 L Turbo V6    | M          | 7   | Mike Conway           | P       | 1-     |
| Toyota Gazoo Racing       | Toyota GR010 Hybrid   | Toyota H8909 3.5 L Turbo V6    | M          | 7   | Kamui Kobayashi       | P       | 1-     |
| Toyota Gazoo Racing       | Toyota GR010 Hybrid   | Toyota H8909 3.5 L Turbo V6    | M          | 7   | Nyck de Vries         | P       | 1-     |
| Toyota Gazoo Racing       | Toyota GR010 Hybrid   | Toyota H8909 3.5 L Turbo V6    | M          | 8   | Sébastien Buemi       | P       | 1-     |
| Toyota Gazoo Racing       | Toyota GR010 Hybrid   | Toyota H8909 3.5 L Turbo V6    | M          | 8   | Brendon Hartley       | P       | 1-     |
| Toyota Gazoo Racing       | Toyota GR010 Hybrid   | Toyota H8909 3.5 L Turbo V6    | M          | 8   | Ryō Hirakawa          | P       | 1-     |
| Cadillac Hertz Team Jota  | Cadillac V-Series.R   | Cadillac LMC55R 5.5 L V8       | M          | 12  | Alex Lynn             | P       | 1-     |
| Cadillac Hertz Team Jota  | Cadillac V-Series.R   | Cadillac LMC55R 5.5 L V8       | M          | 12  | Norman Nato           | G       | 1-     |
| Cadillac Hertz Team Jota  | Cadillac V-Series.R   | Cadillac LMC55R 5.5 L V8       | M          | 12  | Will Stevens          | P       | 1-     |
| Cadillac Hertz Team Jota  | Cadillac V-Series.R   | Cadillac LMC55R 5.5 L V8       | M          | 38  | Earl Bamber           | P       | 1-     |
| Cadillac Hertz Team Jota  | Cadillac V-Series.R   | Cadillac LMC55R 5.5 L V8       | M          | 38  | Sébastien Bourdais    | P       | 1-     |
| Cadillac Hertz Team Jota  | Cadillac V-Series.R   | Cadillac LMC55R 5.5 L V8       | M          | 38  | Jenson Button         | P       | 1-     |
| Cadillac WTR              | Cadillac V-Series.R   | Cadillac LMC55R 5.5 L V8       | M          | 101 | Filipe Albuquerque    | P       | 4      |
| Cadillac WTR              | Cadillac V-Series.R   | Cadillac LMC55R 5.5 L V8       | M          | 101 | Jordan Taylor         | P       | 4      |
| Cadillac WTR              | Cadillac V-Series.R   | Cadillac LMC55R 5.5 L V8       | M          | 101 | Ricky Taylor          | P       | 4      |
| Cadillac Whelen           | Cadillac V-Series.R   | Cadillac LMC55R 5.5 L V8       | M          | 311 | Jack Aitken           | P       | 4      |
| Cadillac Whelen           | Cadillac V-Series.R   | Cadillac LMC55R 5.5 L V8       | M          | 311 | Felipe Drugovich      | P       | 4      |
| Cadillac Whelen           | Cadillac V-Series.R   | Cadillac LMC55R 5.5 L V8       | M          | 311 | Frederik Vesti        | P       | 4      |
| BMW M Team WRT            | BMW M Hybrid V8       | BMW P66/3 4.0 L Turbo V8       | M          | 15  | Kevin Magnussen       | P       | 1-     |
| BMW M Team WRT            | BMW M Hybrid V8       | BMW P66/3 4.0 L Turbo V8       | M          | 15  | Raffaele Marciello    | P       | 1-     |
| BMW M Team WRT            | BMW M Hybrid V8       | BMW P66/3 4.0 L Turbo V8       | M          | 15  | Dries Vanthoor        | P       | 1-2    |
| BMW M Team WRT            | BMW M Hybrid V8       | BMW P66/3 4.0 L Turbo V8       | M          | 20  | Robin Frijns          | P       | 1-     |
| BMW M Team WRT            | BMW M Hybrid V8       | BMW P66/3 4.0 L Turbo V8       | M          | 20  | René Rast             | P       | 1-     |
| BMW M Team WRT            | BMW M Hybrid V8       | BMW P66/3 4.0 L Turbo V8       | M          | 20  | Sheldon van der Linde | P       | 1-2    |
| Alpine Endurance Team     | Alpine A424           | Mecachrome V634 3.4 L Turbo V6 | M          | 35  | Paul-Loup Chatin      | G       | 1-     |
| Alpine Endurance Team     | Alpine A424           | Mecachrome V634 3.4 L Turbo V6 | M          | 35  | Ferdinand Habsburg    | G       | 1-     |
| Alpine Endurance Team     | Alpine A424           | Mecachrome V634 3.4 L Turbo V6 | M          | 35  | Charles Milesi        | G       | 1-     |
| Alpine Endurance Team     | Alpine A424           | Mecachrome V634 3.4 L Turbo V6 | M          | 36  | Jules Gounon          | P       | 1-     |
| Alpine Endurance Team     | Alpine A424           | Mecachrome V634 3.4 L Turbo V6 | M          | 36  | Frédéric Makowiecki   | P       | 1-     |
| Alpine Endurance Team     | Alpine A424           | Mecachrome V634 3.4 L Turbo V6 | M          | 36  | Mick Schumacher       | P       | 1-     |
| Ferrari AF Corse          | Ferrari 499P          | Ferrari F163 3.0 L Turbo V6    | M          | 50  | Antonio Fuoco         | P       | 1-     |
| Ferrari AF Corse          | Ferrari 499P          | Ferrari F163 3.0 L Turbo V6    | M          | 50  | Miguel Molina         | P       | 1-     |
| Ferrari AF Corse          | Ferrari 499P          | Ferrari F163 3.0 L Turbo V6    | M          | 50  | Nicklas Nielsen       | P       | 1-     |
| Ferrari AF Corse          | Ferrari 499P          | Ferrari F163 3.0 L Turbo V6    | M          | 51  | James Calado          | P       | 1-     |
| Ferrari AF Corse          | Ferrari 499P          | Ferrari F163 3.0 L Turbo V6    | M          | 51  | Antonio Giovinazzi    | P       | 1-     |
| Ferrari AF Corse          | Ferrari 499P          | Ferrari F163 3.0 L Turbo V6    | M          | 51  | Alessandro Pier Guidi | P       | 1-     |
| AF Corse                  | Ferrari 499P          | Ferrari F163 3.0 L Turbo V6    | M          | 83  | Philip Hanson         | G       | 1-     |
| AF Corse                  | Ferrari 499P          | Ferrari F163 3.0 L Turbo V6    | M          | 83  | Robert Kubica         | P       | 1-     |
| AF Corse                  | Ferrari 499P          | Ferrari F163 3.0 L Turbo V6    | M          | 83  | Ye Yifei              | G       | 1-     |
| Peugeot TotalEnergies     | Peugeot 9X8           | Peugeot X6H 2.6 L Turbo V6     | M          | 93  | Paul di Resta         | P       | 1-     |
| Peugeot TotalEnergies     | Peugeot 9X8           | Peugeot X6H 2.6 L Turbo V6     | M          | 93  | Mikkel Jensen         | P       | 1-     |
| Peugeot TotalEnergies     | Peugeot 9X8           | Peugeot X6H 2.6 L Turbo V6     | M          | 93  | Jean-Éric Vergne      | P       | 1-     |
| Peugeot TotalEnergies     | Peugeot 9X8           | Peugeot X6H 2.6 L Turbo V6     | M          | 94  | Loïc Duval            | P       | 1-     |
| Peugeot TotalEnergies     | Peugeot 9X8           | Peugeot X6H 2.6 L Turbo V6     | M          | 94  | Malthe Jakobsen       | G       | 1-     |
| Peugeot TotalEnergies     | Peugeot 9X8           | Peugeot X6H 2.6 L Turbo V6     | M          | 94  | Stoffel Vandoorne     | P       | 1-     |

- Licenze FIA controllate dal sito FIA - Driver categorisation

### Classe LMGT3
| Scuderia               | Vettura                      | Motore                           | Pneumatici | #   | Piloti                | Licenza | Gare |
| ---------------------- | ---------------------------- | -------------------------------- | ---------- | --- | --------------------- | ------- | ---- |
| Racing Spirit of Léman | Aston Martin Vantage GT3 Evo | Aston Martin M177 4.0 L Turbo V8 | G          | 10  | Eduardo Barrichello   | S       | 1-   |
| Racing Spirit of Léman | Aston Martin Vantage GT3 Evo | Aston Martin M177 4.0 L Turbo V8 | G          | 10  | Derek DeBoer          | B       | 1-4  |
| Racing Spirit of Léman | Aston Martin Vantage GT3 Evo | Aston Martin M177 4.0 L Turbo V8 | G          | 10  | Anthony McIntosh      | B       | 5-   |
| Racing Spirit of Léman | Aston Martin Vantage GT3 Evo | Aston Martin M177 4.0 L Turbo V8 | G          | 10  | Valentin Hasse-Clot   | G       | 1-   |
| Heart of Racing Team   | Aston Martin Vantage GT3 Evo | Aston Martin M177 4.0 L Turbo V8 | G          | 27  | Mattia Drudi          | P       | 1-   |
| Heart of Racing Team   | Aston Martin Vantage GT3 Evo | Aston Martin M177 4.0 L Turbo V8 | G          | 27  | Ian James             | B       | 1-   |
| Heart of Racing Team   | Aston Martin Vantage GT3 Evo | Aston Martin M177 4.0 L Turbo V8 | G          | 27  | Zacharie Robichon     | S       | 1-   |
| Vista AF Corse         | Ferrari 296 GT3              | Ferrari F163CE 3.0 L Turbo V6    | G          | 21  | François Heriau       | B       | 1-   |
| Vista AF Corse         | Ferrari 296 GT3              | Ferrari F163CE 3.0 L Turbo V6    | G          | 21  | Simon Mann            | S       | 1-   |
| Vista AF Corse         | Ferrari 296 GT3              | Ferrari F163CE 3.0 L Turbo V6    | G          | 21  | Alessio Rovera        | P       | 1-   |
| Vista AF Corse         | Ferrari 296 GT3              | Ferrari F163CE 3.0 L Turbo V6    | G          | 54  | Francesco Castellacci | S       | 1-   |
| Vista AF Corse         | Ferrari 296 GT3              | Ferrari F163CE 3.0 L Turbo V6    | G          | 54  | Thomas Flohr          | B       | 1-   |
| Vista AF Corse         | Ferrari 296 GT3              | Ferrari F163CE 3.0 L Turbo V6    | G          | 54  | Davide Rigon          | P       | 1-   |
| Kessel Racing          | Ferrari 296 GT3              | Ferrari F163CE 3.0 L Turbo V6    | G          | 57  | Takeshi Kimura        | B       | 4    |
| Kessel Racing          | Ferrari 296 GT3              | Ferrari F163CE 3.0 L Turbo V6    | G          | 57  | Daniel Serra          | P       | 4    |
| Kessel Racing          | Ferrari 296 GT3              | Ferrari F163CE 3.0 L Turbo V6    | G          | 57  | Casper Stevenson      | S       | 4    |
| Richard Mille AF Corse | Ferrari 296 GT3              | Ferrari F163CE 3.0 L Turbo V6    | G          | 150 | Riccardo Agostini     | G       | 4    |
| Richard Mille AF Corse | Ferrari 296 GT3              | Ferrari F163CE 3.0 L Turbo V6    | G          | 150 | Custodio Toledo       | B       | 4    |
| Richard Mille AF Corse | Ferrari 296 GT3              | Ferrari F163CE 3.0 L Turbo V6    | G          | 150 | Lilou Wadoux          | S       | 4    |
| Ziggo Sport Tempesta   | Ferrari 296 GT3              | Ferrari F163CE 3.0 L Turbo V6    | G          | 193 | Eddie Cheever III     | G       | 4    |
| Ziggo Sport Tempesta   | Ferrari 296 GT3              | Ferrari F163CE 3.0 L Turbo V6    | G          | 193 | Chris Froggatt        | S       | 4    |
| Ziggo Sport Tempesta   | Ferrari 296 GT3              | Ferrari F163CE 3.0 L Turbo V6    | G          | 193 | Jonathan Hui          | B       | 4    |
| The Bend Team WRT      | BMW M4 GT3 Evo               | BMW P58 3.0 L Turbo I6           | G          | 31  | Timur Boguslavskij    | S       | 1-   |
| The Bend Team WRT      | BMW M4 GT3 Evo               | BMW P58 3.0 L Turbo I6           | G          | 31  | Augusto Farfus        | P       | 1-   |
| The Bend Team WRT      | BMW M4 GT3 Evo               | BMW P58 3.0 L Turbo I6           | G          | 31  | Yasser Shahin         | B       | 1-   |
| Team WRT               | BMW M4 GT3 Evo               | BMW P58 3.0 L Turbo I6           | G          | 46  | Ahmad Al Harthy       | B       | 1-   |
| Team WRT               | BMW M4 GT3 Evo               | BMW P58 3.0 L Turbo I6           | G          | 46  | Valentino Rossi       | S       | 1-   |
| Team WRT               | BMW M4 GT3 Evo               | BMW P58 3.0 L Turbo I6           | G          | 46  | Kelvin van der Linde  | P       | 1-   |
| TF Sport               | Chevrolet Corvette Z06 GT3.R | Chevrolet LT6 5.5 L V8           | G          | 33  | Jonny Edgar           | S       | 1-   |
| TF Sport               | Chevrolet Corvette Z06 GT3.R | Chevrolet LT6 5.5 L V8           | G          | 33  | Daniel Juncadella     | P       | 1-   |
| TF Sport               | Chevrolet Corvette Z06 GT3.R | Chevrolet LT6 5.5 L V8           | G          | 33  | Ben Keating           | B       | 1-   |
| TF Sport               | Chevrolet Corvette Z06 GT3.R | Chevrolet LT6 5.5 L V8           | G          | 81  | Rui Andrade           | S       | 1-   |
| TF Sport               | Chevrolet Corvette Z06 GT3.R | Chevrolet LT6 5.5 L V8           | G          | 81  | Charlie Eastwood      | G       | 1-   |
| TF Sport               | Chevrolet Corvette Z06 GT3.R | Chevrolet LT6 5.5 L V8           | G          | 81  | Tom van Rompuy        | B       | 1-   |
| AWA Racing             | Chevrolet Corvette Z06 GT3.R | Chevrolet LT6 5.5 L V8           | G          | 13  | Matthew Bell          | G       | 4    |
| AWA Racing             | Chevrolet Corvette Z06 GT3.R | Chevrolet LT6 5.5 L V8           | G          | 13  | Orey Fidani           | B       | 4    |
| AWA Racing             | Chevrolet Corvette Z06 GT3.R | Chevrolet LT6 5.5 L V8           | G          | 13  | Lars Kern             | S       | 4    |
| United Autosports      | McLaren 720S GT3 Evo         | McLaren M840T 4.0 L Turbo V8     | G          | 59  | Sébastien Baud        | S       | 1-   |
| United Autosports      | McLaren 720S GT3 Evo         | McLaren M840T 4.0 L Turbo V8     | G          | 59  | James Cottingham      | B       | 1-   |
| United Autosports      | McLaren 720S GT3 Evo         | McLaren M840T 4.0 L Turbo V8     | G          | 59  | Grégoire Saucy        | G       | 1-   |
| United Autosports      | McLaren 720S GT3 Evo         | McLaren M840T 4.0 L Turbo V8     | G          | 95  | Sean Gelael           | S       | 1-   |
| United Autosports      | McLaren 720S GT3 Evo         | McLaren M840T 4.0 L Turbo V8     | G          | 95  | Darren Leung          | B       | 1-   |
| United Autosports      | McLaren 720S GT3 Evo         | McLaren M840T 4.0 L Turbo V8     | G          | 95  | Marino Satō           | G       | 1-   |
| Iron Lynx              | Mercedes-AMG GT3 Evo         | Mercedes-AMG M159 6.2 L V8       | G          | 60  | Matteo Cairoli        | P       | 1-3  |
| Iron Lynx              | Mercedes-AMG GT3 Evo         | Mercedes-AMG M159 6.2 L V8       | G          | 60  | Matteo Cressoni       | S       | 1-2  |
| Iron Lynx              | Mercedes-AMG GT3 Evo         | Mercedes-AMG M159 6.2 L V8       | G          | 60  | Claudio Schiavoni     | B       | 1-2  |
| Iron Lynx              | Mercedes-AMG GT3 Evo         | Mercedes-AMG M159 6.2 L V8       | G          | 60  | Brenton Grove         | S       | 3    |
| Iron Lynx              | Mercedes-AMG GT3 Evo         | Mercedes-AMG M159 6.2 L V8       | G          | 60  | Stephen Grove         | B       | 3    |
| Iron Lynx              | Mercedes-AMG GT3 Evo         | Mercedes-AMG M159 6.2 L V8       | G          | 60  | Andrew Gilbert        | B       | 4    |
| Iron Lynx              | Mercedes-AMG GT3 Evo         | Mercedes-AMG M159 6.2 L V8       | G          | 60  | Lorcan Hanafin        | S       | 4    |
| Iron Lynx              | Mercedes-AMG GT3 Evo         | Mercedes-AMG M159 6.2 L V8       | G          | 60  | Fran Rueda            | S       | 4    |
| Iron Lynx              | Mercedes-AMG GT3 Evo         | Mercedes-AMG M159 6.2 L V8       | G          | 61  | Lin Hodenius          | S       | 1-   |
| Iron Lynx              | Mercedes-AMG GT3 Evo         | Mercedes-AMG M159 6.2 L V8       | G          | 61  | Maxime Martin         | P       | 1-   |
| Iron Lynx              | Mercedes-AMG GT3 Evo         | Mercedes-AMG M159 6.2 L V8       | G          | 61  | Christian Ried        | B       | 1-2  |
| Iron Lynx              | Mercedes-AMG GT3 Evo         | Mercedes-AMG M159 6.2 L V8       | G          | 61  | Martin Berry          | B       | 3-   |
| Iron Lynx              | Mercedes-AMG GT3 Evo         | Mercedes-AMG M159 6.2 L V8       | G          | 63  | Brenton Grove         | S       | 4    |
| Iron Lynx              | Mercedes-AMG GT3 Evo         | Mercedes-AMG M159 6.2 L V8       | G          | 63  | Stephen Grove         | B       | 4    |
| Iron Lynx              | Mercedes-AMG GT3 Evo         | Mercedes-AMG M159 6.2 L V8       | G          | 63  | Luca Stolz            | P       | 4    |
| Proton Competition     | Ford Mustang GT3             | Ford Coyote 5.4 L V8             | G          | 77  | Ben Barker            | G       | 1-   |
| Proton Competition     | Ford Mustang GT3             | Ford Coyote 5.4 L V8             | G          | 77  | Bernardo Sousa        | B       | 1-   |
| Proton Competition     | Ford Mustang GT3             | Ford Coyote 5.4 L V8             | G          | 77  | Ben Tuck              | S       | 1-   |
| Proton Competition     | Ford Mustang GT3             | Ford Coyote 5.4 L V8             | G          | 88  | Stefano Gattuso       | B       | 1-   |
| Proton Competition     | Ford Mustang GT3             | Ford Coyote 5.4 L V8             | G          | 88  | Giammarco Levorato    | S       | 1-   |
| Proton Competition     | Ford Mustang GT3             | Ford Coyote 5.4 L V8             | G          | 88  | Dennis Olsen          | P       | 1-   |
| Akkodis ASP Team       | Lexus RC F GT3               | Toyota 2UR-GSE 5.0 L V8          | G          | 78  | Finn Gehrsitz         | S       | 1-   |
| Akkodis ASP Team       | Lexus RC F GT3               | Toyota 2UR-GSE 5.0 L V8          | G          | 78  | Arnold Robin          | B       | 1-   |
| Akkodis ASP Team       | Lexus RC F GT3               | Toyota 2UR-GSE 5.0 L V8          | G          | 78  | Ben Barnicoat         | P       | 1    |
| Akkodis ASP Team       | Lexus RC F GT3               | Toyota 2UR-GSE 5.0 L V8          | G          | 78  | Esteban Masson        | G       | 2    |
| Akkodis ASP Team       | Lexus RC F GT3               | Toyota 2UR-GSE 5.0 L V8          | G          | 78  | Yuichi Nakayama       | G       | 3    |
| Akkodis ASP Team       | Lexus RC F GT3               | Toyota 2UR-GSE 5.0 L V8          | G          | 78  | Jack Hawksworth       | G       | 4    |
| Akkodis ASP Team       | Lexus RC F GT3               | Toyota 2UR-GSE 5.0 L V8          | G          | 87  | José María López      | P       | 1-   |
| Akkodis ASP Team       | Lexus RC F GT3               | Toyota 2UR-GSE 5.0 L V8          | G          | 87  | Clemens Schmid        | S       | 1-   |
| Akkodis ASP Team       | Lexus RC F GT3               | Toyota 2UR-GSE 5.0 L V8          | G          | 87  | Răzvan Umbrărescu     | B       | 1-   |
| Iron Dames             | Porsche 911 GT3 R (992)      | Porsche M97/80 4.2 L Flat-6      | G          | 85  | Rahel Frey            | S       | 1-   |
| Iron Dames             | Porsche 911 GT3 R (992)      | Porsche M97/80 4.2 L Flat-6      | G          | 85  | Michelle Gatting      | G       | 1-3  |
| Iron Dames             | Porsche 911 GT3 R (992)      | Porsche M97/80 4.2 L Flat-6      | G          | 85  | Célia Martin          | B       | 1-   |
| Iron Dames             | Porsche 911 GT3 R (992)      | Porsche M97/80 4.2 L Flat-6      | G          | 85  | Sarah Bovy            | G       | 4    |
| Manthey 1st Phorm      | Porsche 911 GT3 R (992)      | Porsche M97/80 4.2 L Flat-6      | G          | 92  | Ryan Hardwick         | B       | 1-   |
| Manthey 1st Phorm      | Porsche 911 GT3 R (992)      | Porsche M97/80 4.2 L Flat-6      | G          | 92  | Richard Lietz         | P       | 1-   |
| Manthey 1st Phorm      | Porsche 911 GT3 R (992)      | Porsche M97/80 4.2 L Flat-6      | G          | 92  | Riccardo Pera         | S       | 1-   |
| Manthey                | Porsche 911 GT3 R (992)      | Porsche M97/80 4.2 L Flat-6      | G          | 90  | Antares Au            | B       | 4    |
| Manthey                | Porsche 911 GT3 R (992)      | Porsche M97/80 4.2 L Flat-6      | G          | 90  | Klaus Bachler         | P       | 4    |
| Manthey                | Porsche 911 GT3 R (992)      | Porsche M97/80 4.2 L Flat-6      | G          | 90  | Loek Hartog           | S       | 4    |

- Licenze FIA controllate dal sito FIA - Driver categorisation

## Risultati
| Gara | Evento                     | Circuito                      | Pole position Hypercar                                | Pole position LMGT3                                      | Vincitori Hypercar                                    | Vincitori LMGT3                                   | Resoconto |
| ---- | -------------------------- | ----------------------------- | ----------------------------------------------------- | -------------------------------------------------------- | ----------------------------------------------------- | ------------------------------------------------- | --------- |
| 1    | 1812 km del Qatar          | Circuito di Lusail            | #51 Ferrari AF Corse                                  | #95 United Autosports                                    | #50 Ferrari AF Corse                                  | #33 TF Sport                                      | Resoconto |
| 1    | 1812 km del Qatar          | Circuito di Lusail            | James Calado Antonio Giovinazzi Alessandro Pier Guidi | Sean Gelael Darren Leung Marino Satō                     | Antonio Fuoco Miguel Molina Nicklas Nielsen           | Jonny Edgar Daniel Juncadella Ben Keating         | Resoconto |
| 2    | 6 Ore di Imola             | Autodromo Enzo e Dino Ferrari | #51 Ferrari AF Corse                                  | #46 Team WRT                                             | #51 Ferrari AF Corse                                  | #92 Manthey 1st Phorm                             | Resoconto |
| 2    | 6 Ore di Imola             | Autodromo Enzo e Dino Ferrari | James Calado Antonio Giovinazzi Alessandro Pier Guidi | Ahmad Al Harthy Valentino Rossi Kelvin van der Linde     | James Calado Antonio Giovinazzi Alessandro Pier Guidi | Ryan Hardwick Richard Lietz Riccardo Pera         | Resoconto |
| 3    | 6 Ore di Spa-Francorchamps | Circuito di Spa-Francorchamps | #50 Ferrari AF Corse                                  | #78 Akkodis ASP Team                                     | #51 Ferrari AF Corse                                  | #21 Vista AF Corse                                | Resoconto |
| 3    | 6 Ore di Spa-Francorchamps | Circuito di Spa-Francorchamps | Antonio Fuoco Miguel Molina Nicklas Nielsen           | Finn Gehrsitz Arnold Robin Yuichi Nakayama               | James Calado Antonio Giovinazzi Alessandro Pier Guidi | François Heriau Simon Mann Alessio Rovera         | Resoconto |
| 4    | 24 Ore di Le Mans          | Circuit des 24 Heures du Mans | #12 Cadillac Hertz Jota Sport                         | #27 Heart of Racing Team                                 | #83 AF Corse                                          | #92 Manthey 1st Phorm                             | Resoconto |
| 4    | 24 Ore di Le Mans          | Circuit des 24 Heures du Mans | Alex Lynn Will Stevens Norman Nato                    | Mattia Drudi Ian James Zacharie Robichon                 | Robert Kubica Philip Hanson Ye Yifei                  | Ryan Hardwick Richard Lietz Riccardo Pera         | Resoconto |
| 5    | 6 Ore di San Paolo         | Circuito di Interlagos        | #12 Cadillac Hertz Jota Sport                         | #10 Racing Spirit of Léman                               | #12 Cadillac Hertz Jota Sport                         | #87 Akkodis ASP Team                              | Resoconto |
| 5    | 6 Ore di San Paolo         | Circuito di Interlagos        | Alex Lynn Will Stevens Norman Nato                    | Eduardo Barrichello Valentin Hasse-Clot Anthony McIntosh | Alex Lynn Will Stevens Norman Nato                    | José María López Clemens Schmid Răzvan Umbrărescu | Resoconto |
| 6    | Lone Star Le Mans          | Circuito delle Americhe       |                                                       |                                                          |                                                       |                                                   |           |
| 6    | Lone Star Le Mans          | Circuito delle Americhe       |                                                       |                                                          |                                                       |                                                   |           |
| 7    | 6 Ore del Fuji             | Circuito del Fuji             |                                                       |                                                          |                                                       |                                                   |           |
| 7    | 6 Ore del Fuji             | Circuito del Fuji             |                                                       |                                                          |                                                       |                                                   |           |
| 8    | 8 Ore del Bahrain          | Bahrain International Circuit |                                                       |                                                          |                                                       |                                                   |           |
| 8    | 8 Ore del Bahrain          | Bahrain International Circuit |                                                       |                                                          |                                                       |                                                   |           |

## Classifiche
| Durata | 1º | 2º | 3º | 4º | 5º | 6º | 7º | 8º | 9º | 10º | Pole |
| ------ | -- | -- | -- | -- | -- | -- | -- | -- | -- | --- | ---- |
| 6 Ore  | 25 | 18 | 15 | 12 | 10 | 8  | 6  | 4  | 2  | 1   | + 1  |
| 8 Ore  | 38 | 27 | 23 | 18 | 15 | 12 | 9  | 6  | 3  | 2   | + 1  |
| 24 Ore | 50 | 36 | 30 | 24 | 20 | 16 | 12 | 8  | 4  | 2   | + 1  |

### Classifica Piloti

#### Classifica: Hypercar
| Pos. | Pilota                | Team                      | QAT | IMO | SPA | LMS | SAP | COA | FUJ | BHR | Punti |
| ---- | --------------------- | ------------------------- | --- | --- | --- | --- | --- | --- | --- | --- | ----- |
| 1    | Antonio Giovinazzi    | Ferrari AF Corse          | 3   | 1   | 1   | 3   | 11  |     |     |     | 105   |
| 1    | Alessandro Pier Guidi | Ferrari AF Corse          | 3   | 1   | 1   | 3   | 11  |     |     |     | 105   |
| 1    | James Calado          | Ferrari AF Corse          | 3   | 1   | 1   | 3   | 11  |     |     |     | 105   |
| 2    | Philip Hanson         | AF Corse                  | 2   | 4   | 15  | 1   | 8   |     |     |     | 93    |
| 2    | Robert Kubica         | AF Corse                  | 2   | 4   | 15  | 1   | 8   |     |     |     | 93    |
| 2    | Ye Yifei              | AF Corse                  | 2   | 4   | 15  | 1   | 8   |     |     |     | 93    |
| 3    | Alex Lynn             | Cadillac Hertz Team Jota  | 8   | 10  | 5   | 4   | 1   |     |     |     | 68    |
| 3    | Norman Nato           | Cadillac Hertz Team Jota  | 8   | 10  | 5   | 4   | 1   |     |     |     | 68    |
| 3    | Will Stevens          | Cadillac Hertz Team Jota  | 8   | 10  | 5   | 4   | 1   |     |     |     | 68    |
| 4    | Antonio Fuoco         | Ferrari AF Corse          | 1   | 15  | 2   | SQ  | 12  |     |     |     | 57    |
| 4    | Miguel Molina         | Ferrari AF Corse          | 1   | 15  | 2   | SQ  | 12  |     |     |     | 57    |
| 4    | Nicklas Nielsen       | Ferrari AF Corse          | 1   | 15  | 2   | SQ  | 12  |     |     |     | 57    |
| 5    | Kévin Estre           | Porsche Penske Motorsport | 11  | 8   | 9   | 2   | 4   |     |     |     | 54    |
| 5    | Laurens Vanthoor      | Porsche Penske Motorsport | 11  | 8   | 9   | 2   | 4   |     |     |     | 54    |
| 6    | Mike Conway           | Toyota Gazoo Racing       | 6   | 7   | 7   | 5   | 14  |     |     |     | 44    |
| 6    | Kamui Kobayashi       | Toyota Gazoo Racing       | 6   | 7   | 7   | 5   | 14  |     |     |     | 44    |
| 6    | Nyck de Vries         | Toyota Gazoo Racing       | 6   | 7   | 7   | 5   | 14  |     |     |     | 44    |
| 7    | Matt Campbell         | Porsche Penske Motorsport | 11  | 8   |     | 2   |     |     |     |     | 40    |
| 8    | Earl Bamber           | Cadillac Hertz Team Jota  | 16  | 16  | 6   | 7   | 2   |     |     |     | 38    |
| 8    | Sébastien Bourdais    | Cadillac Hertz Team Jota  | 16  | 16  | 6   | 7   | 2   |     |     |     | 38    |
| 8    | Jenson Button         | Cadillac Hertz Team Jota  | 16  | 16  | 6   | 7   | 2   |     |     |     | 38    |
| 9    | Brendon Hartley       | Toyota Gazoo Racing       | 5   | 5   | 4   | 14  | 15  |     |     |     | 37    |
| 9    | Ryo Hirakawa          | Toyota Gazoo Racing       | 5   | 5   | 4   | 14  | 15  |     |     |     | 37    |
| 10   | René Rast             | BMW M Team WRT            | 7   | 2   | Rit | 16  | 5   |     |     |     | 37    |
| 11   | Sébastien Buemi       | Toyota Gazoo Racing       | 5   | 5   | 4   | 14  |     |     |     |     | 37    |
| 12   | Sheldon van der Linde | BMW M Team WRT            | 7   | 2   |     | 16  | 5   |     |     |     | 37    |
| 13   | Jules Gounon          | Alpine Endurance Team     | 13  | 3   | 3   | 9   | 9   |     |     |     | 36    |
| 13   | Frédéric Makowiecki   | Alpine Endurance Team     | 13  | 3   | 3   | 9   | 9   |     |     |     | 36    |
| 13   | Mick Schumacher       | Alpine Endurance Team     | 13  | 3   | 3   | 9   | 9   |     |     |     | 36    |
| 14   | Julien Andlauer       | Porsche Penske Motorsport | 10  | 11  | 12  | 6   | 3   |     |     |     | 33    |
| 14   | Michael Christensen   | Porsche Penske Motorsport | 10  | 11  | 12  | 6   | 3   |     |     |     | 33    |
| 15   | Kevin Magnussen       | BMW M Team WRT            | 4   | 6   | 10  | 17  | 17  |     |     |     | 27    |
| 15   | Raffaele Marciello    | BMW M Team WRT            | 4   | 6   | 10  | 17  | 17  |     |     |     | 27    |
| 16   | Robin Frijns          | BMW M Team WRT            | 7   | 2   | Rit | 16  |     |     |     |     | 27    |
| 17   | Dries Vanthoor        | BMW M Team WRT            | 4   | 6   |     | 17  | 17  |     |     |     | 26    |
| 18   | Mathieu Jaminet       | Porsche Penske Motorsport | 10  | 11  |     | 6   |     |     |     |     | 18    |
| 19   | Paul-Loup Chatin      | Alpine Endurance Team     | 14  | 13  | 8   | 8   | 18  |     |     |     | 12    |
| 19   | Ferdinand Habsburg    | Alpine Endurance Team     | 14  | 13  | 8   | 8   | 18  |     |     |     | 12    |
| 19   | Charles Milesi        | Alpine Endurance Team     | 14  | 13  | 8   | 8   | 18  |     |     |     | 12    |
| 20   | Paul di Resta         | Peugeot TotalEnergies     | 9   | 9   | 11  | 15  | 7   |     |     |     | 11    |
| 20   | Mikkel Jensen         | Peugeot TotalEnergies     | 9   | 9   | 11  | 15  | 7   |     |     |     | 11    |
| 21   | Loic Duval            | Peugeot TotalEnergies     | 12  | 12  | Rit | 10  | 6   |     |     |     | 10    |
| 21   | Malthe Jakobsen       | Peugeot TotalEnergies     | 12  | 12  | Rit | 10  | 6   |     |     |     | 10    |
| 22   | Marco Wittmann        | BMW M Team WRT            |     |     |     |     | 5   |     |     |     | 10    |
| 23   | Jean-Eric Vergne      | Peugeot TotalEnergies     | 9   | 9   | 11  | 15  |     |     |     |     | 5     |
| 24   | Stoffel Vandoorne     | Peugeot TotalEnergies     | 12  | 12  | Rit | 10  |     |     |     |     | 2     |
| 25   | Pascal Wehrlein       | Porsche Penske Motorsport |     |     | 9   |     |     |     |     |     | 2     |
| 26   | Neel Jani             | Proton Competition        | 15  | 14  | Rit | 12  | 10  |     |     |     | 1     |
| 26   | Nico Pino             | Proton Competition        | 15  | 14  | Rit | 12  | 10  |     |     |     | 1     |
| 26   | Nicolás Varrone       | Proton Competition        | 15  | 14  | Rit | 12  | 10  |     |     |     | 1     |
| 27   | Nico Müller           | Porsche Penske Motorsport |     |     | 12  |     |     |     |     |     | 0     |
| 28   | Alex Riberas          | Aston Martin THOR Team    | 17  | 17  | 14  | 11  | 13  |     |     |     | 0     |
| 28   | Marco Sorensen        | Aston Martin THOR Team    | 17  | 17  | 14  | 11  | 13  |     |     |     | 0     |
| 29   | Tom Gamble            | Aston Martin THOR Team    | Rit | 18  | 13  | 13  | 16  |     |     |     | 0     |
| 29   | Harry Tincknell       | Aston Martin THOR Team    | Rit | 18  | 13  | 13  | 16  |     |     |     | 0     |
| 30   | Roman De Angelis      | Aston Martin THOR Team    | 17  |     |     | 11  |     |     |     |     | 0     |
| 31   | Ross Gunn             | Aston Martin THOR Team    | Rit |     |     | 13  |     |     |     |     | 0     |
| Pos. | Pilota                | Team                      | QAT | IMO | SPA | LMS | SAP | COA | FUJ | BHR | Punti |

#### Classifica: LMGT3
| Pos. | Pilota                | Team                   | QAT | IMO | SPA | LMS | SAP | COA | FUJ | BHR | Punti |
| ---- | --------------------- | ---------------------- | --- | --- | --- | --- | --- | --- | --- | --- | ----- |
| 1    | Ryan Hardwick         | Manthey 1st Phorm      | 12  | 1   | 7   | 1   | 6   |     |     |     | 89    |
| 1    | Richard Lietz         | Manthey 1st Phorm      | 12  | 1   | 7   | 1   | 6   |     |     |     | 89    |
| 1    | Riccardo Pera         | Manthey 1st Phorm      | 12  | 1   | 7   | 1   | 6   |     |     |     | 89    |
| 2    | François Heriau       | Vista AF Corse         | 5   | Rit | 1   | 2   | 13  |     |     |     | 76    |
| 2    | Simon Mann            | Vista AF Corse         | 5   | Rit | 1   | 2   | 13  |     |     |     | 76    |
| 2    | Alessio Rovera        | Vista AF Corse         | 5   | Rit | 1   | 2   | 13  |     |     |     | 76    |
| 3    | Jonny Edgar           | TF Sport               | 1   | 7   | 13  | 6   | 7   |     |     |     | 66    |
| 3    | Daniel Juncadella     | TF Sport               | 1   | 7   | 13  | 6   | 7   |     |     |     | 66    |
| 3    | Ben Keating           | TF Sport               | 1   | 7   | 13  | 6   | 7   |     |     |     | 66    |
| 4    | José María López      | Akkodis ASP Team       | Rit | 4   | Rit | 5   | 1   |     |     |     | 57    |
| 4    | Clemens Schmid        | Akkodis ASP Team       | Rit | 4   | Rit | 5   | 1   |     |     |     | 57    |
| 4    | Razvan Umbrarescu     | Akkodis ASP Team       | Rit | 4   | Rit | 5   | 1   |     |     |     | 57    |
| 5    | Rui Andrade           | TF Sport               | Rit | 6   | Rit | 3   | 2   |     |     |     | 56    |
| 5    | Charlie Eastwood      | TF Sport               | Rit | 6   | Rit | 3   | 2   |     |     |     | 56    |
| 5    | Tom Van Rompuy        | TF Sport               | Rit | 6   | Rit | 3   | 2   |     |     |     | 56    |
| 6    | Finn Gehrsitz         | Akkodis ASP Team       | 4   | 3   | 8   | Rit | 5   |     |     |     | 48    |
| 6    | Arnold Robin          | Akkodis ASP Team       | 4   | 3   | 8   | Rit | 5   |     |     |     | 48    |
| 7    | Mattia Drudi          | Heart of Racing Team   | 6   | Rit | 5   | 4   | 14  |     |     |     | 47    |
| 7    | Ian James             | Heart of Racing Team   | 6   | Rit | 5   | 4   | 14  |     |     |     | 47    |
| 7    | Zacharie Robichon     | Heart of Racing Team   | 6   | Rit | 5   | 4   | 14  |     |     |     | 47    |
| 8    | Francesco Castellacci | Vista AF Corse         | 8   | 5   | 3   | Rit | 11  |     |     |     | 31    |
| 8    | Thomas Flohr          | Vista AF Corse         | 8   | 5   | 3   | Rit | 11  |     |     |     | 31    |
| 8    | Davide Rigon          | Vista AF Corse         | 8   | 5   | 3   | Rit | 11  |     |     |     | 31    |
| 9    | Sébastien Baud        | United Autosports      | 2   | 14  | 15  | Rit | 8   |     |     |     | 31    |
| 9    | James Cottingham      | United Autosports      | 2   | 14  | 15  | Rit | 8   |     |     |     | 31    |
| 9    | Grégoire Saucy        | United Autosports      | 2   | 14  | 15  | Rit | 8   |     |     |     | 31    |
| 10   | Eduardo Barrichello   | Racing Spirit of Léman | 9   | 11  | 6   | 9   | 3   |     |     |     | 30    |
| 10   | Derek DeBoer          | Racing Spirit of Léman | 9   | 11  | 6   | 9   | 3   |     |     |     | 30    |
| 10   | Valentin Hasse-Clot   | Racing Spirit of Léman | 9   | 11  | 6   | 9   | 3   |     |     |     | 30    |
| 11   | Ben Barker            | Proton Competition     | Rit | 10  | 4   | 7   | Rit |     |     |     | 25    |
| 11   | Bernardo Sousa        | Proton Competition     | Rit | 10  | 4   | 7   | Rit |     |     |     | 25    |
| 11   | Ben Tuck              | Proton Competition     | Rit | 10  | 4   | 7   | Rit |     |     |     | 25    |
| 12   | Timur Boguslavskij    | The Bend Team WRT      | 3   | 12  | Rit | Rit | 12  |     |     |     | 23    |
| 12   | Augusto Farfus        | The Bend Team WRT      | 3   | 12  | Rit | Rit | 12  |     |     |     | 23    |
| 12   | Yasser Shahin         | The Bend Team WRT      | 3   | 12  | Rit | Rit | 12  |     |     |     | 23    |
| 13   | Ahmad Al Harthy       | Team WRT               | 11  | 2   | 9   | Rit | 10  |     |     |     | 22    |
| 13   | Valentino Rossi       | Team WRT               | 11  | 2   | 9   | Rit | 10  |     |     |     | 22    |
| 13   | Kelvin van der Linde  | Team WRT               | 11  | 2   | 9   | Rit | 10  |     |     |     | 22    |
| 14   | Stefano Gattuso       | Proton Competition     | 10  | 16  | 2   | Rit | Rit |     |     |     | 20    |
| 14   | Giammarco Levorato    | Proton Competition     | 10  | 16  | 2   | Rit | Rit |     |     |     | 20    |
| 14   | Dennis Olsen          | Proton Competition     | 10  | 16  | 2   | Rit | Rit |     |     |     | 20    |
| 15   | Rahel Frey            | Iron Dames             | 13  | 8   | 10  | 10  | 4   |     |     |     | 19    |
| 15   | Célia Martin          | Iron Dames             | 13  | 8   | 10  | 10  | 4   |     |     |     | 19    |
| 16   | Ben Barnicoat         | Akkodis ASP Team       | 4   |     |     |     |     |     |     |     | 18    |
| 17   | Michelle Gatting      | Iron Dames             | 13  | 8   | 10  |     | 4   |     |     |     | 17    |
| 18   | Esteban Masson        | Akkodis ASP Team       |     | 3   |     |     |     |     |     |     | 15    |
| 19   | Yuichi Nakayama       | Akkodis ASP Team       |     |     | 8   |     | 5   |     |     |     | 15    |
| 20   | Sean Gelael           | United Autosports      | 7   | 9   | Rit | Rit | 9   |     |     |     | 14    |
| 20   | Darren Leung          | United Autosports      | 7   | 9   | Rit | Rit | 9   |     |     |     | 14    |
| 20   | Marino Sato           | United Autosports      | 7   | 9   | Rit | Rit | 9   |     |     |     | 14    |
| 21   | Lin Hodenius          | Iron Lynx              | Rit | 13  | 11  | 8   | Rit |     |     |     | 8     |
| 21   | Maxime Martin         | Iron Lynx              | Rit | 13  | 11  | 8   | Rit |     |     |     | 8     |
| 22   | Martin Berry          | Iron Lynx              |     |     | 11  | 8   | Rit |     |     |     | 8     |
| 23   | Sarah Bovy            | Iron Dames             |     |     |     | 10  |     |     |     |     | 2     |
| 24   | Matteo Cairoli        | Iron Lynx              | 14  | 15  | 12  |     |     |     |     |     | 0     |
| 25   | Stephen Grove         | Iron Lynx              |     |     | 12  |     |     |     |     |     | 0     |
| 25   | Brenton Grove         | Iron Lynx              |     |     | 12  |     |     |     |     |     | 0     |
| 26   | Christian Ried        | Iron Lynx              | Rit | 13  |     |     |     |     |     |     | 0     |
| 27   | Claudio Schiavoni     | Iron Lynx              | 14  | 15  |     |     |     |     |     |     | 0     |
| 28   | Andrew Gilbert        | Iron Lynx              |     |     |     | Rit | 15  |     |     |     | 0     |
| 28   | Lorcan Hanafin        | Iron Lynx              |     |     |     | Rit | 15  |     |     |     | 0     |
| 28   | Fran Rueda            | Iron Lynx              |     |     |     | Rit | 15  |     |     |     | 0     |
| 29   | Jack Hawksworth       | Akkodis ASP Team       |     |     |     | Rit |     |     |     |     | 0     |
| Pos. | Pilota                | Team                   | QAT | IMO | SPA | LMS | SAP | COA | FUJ | BHR | Punti |

### Classifica Costruttori e Team

#### Classifica: Hypercar
I punti vengono assegnati alle due migliori auto per ogni costruttore. Non contano i team privati.
| Pos. | Costruttore  | Costruttore | QAT | IMO | SPA | LMS | SAP | COA | FUJ | BHR | Punti |
| ---- | ------------ | ----------- | --- | --- | --- | --- | --- | --- | --- | --- | ----- |
| 1    | Ferrari      | #50         | 1   | 13  | 2   | SQ  | 12  |     |     |     | 172   |
| 1    | Ferrari      | #51         | 2   | 1   | 1   | 2   | 11  |     |     |     | 172   |
| 2    | Cadillac     | #12         | 7   | 9   | 5   | 3   | 1   |     |     |     | 120   |
| 2    | Cadillac     | #38         | 14  | 14  | 6   | 6   | 2   |     |     |     | 120   |
| 3    | Porsche      | #5          | 9   | 10  | 12  | 5   | 3   |     |     |     | 111   |
| 3    | Porsche      | #6          | 10  | 7   | 9   | 1   | 4   |     |     |     | 111   |
| 4    | Toyota       | #7          | 5   | 6   | 7   | 4   | 14  |     |     |     | 95    |
| 4    | Toyota       | #8          | 4   | 4   | 4   | 13  | 15  |     |     |     | 95    |
| 5    | BMW          | #15         | 3   | 5   | 10  | 16  | 17  |     |     |     | 74    |
| 5    | BMW          | #20         | 6   | 2   | Rit | 15  | 5   |     |     |     | 74    |
| 6    | Alpine       | #35         | 13  | 12  | 8   | 7   | 18  |     |     |     | 56    |
| 6    | Alpine       | #36         | 12  | 3   | 3   | 8   | 9   |     |     |     | 56    |
| 7    | Peugeot      | #93         | 8   | 8   | 11  | 14  | 7   |     |     |     | 28    |
| 7    | Peugeot      | #94         | 11  | 11  | Rit | 9   | 6   |     |     |     | 28    |
| 8    | Aston Martin | #007        | Rit | 16  | 14  | 12  | 16  |     |     |     | 2     |
| 8    | Aston Martin | #009        | 15  | 15  | 14  | 10  | 13  |     |     |     | 2     |
| Pos. | Costruttore  | Costruttore | QAT | IMO | SPA | LMS | SAP | COA | FUJ | BHR | Punti |

#### FIA World Cup per le squadre Hypercar
Dedicato alle squadre private della classe Hypercar.
| Pos. | Team               | QAT | IMO | SPA | LMS | SAP | COA | FUJ | BHR | Punti |
| ---- | ------------------ | --- | --- | --- | --- | --- | --- | --- | --- | ----- |
| 1    | AF Corse           | 1   | 1   | 1   | 1   | 1   |     |     |     | 163   |
| 2    | Proton Competition | 2   | 2   | Rit | 2   | 2   |     |     |     | 99    |
| Pos. | Team               | QAT | IMO | SPA | LMS | SAP | COA | FUJ | BHR | Punti |

#### FIA Endurance Trophy per le squadre LMGT3
| Pos. | N° | Team                   | Costruttore  | QAT | IMO | SPA | LMS | SAP | COA | FUJ | BHR | Punti |
| ---- | -- | ---------------------- | ------------ | --- | --- | --- | --- | --- | --- | --- | --- | ----- |
| 1    | 92 | Manthey 1st Phorm      | Porsche      | 12  | 1   | 7   | 1   | 6   |     |     |     | 89    |
| 2    | 21 | Vista AF Corse         | Ferrari      | 5   | Rit | 1   | 2   | 13  |     |     |     | 76    |
| 3    | 33 | TF Sport               | Corvette     | 1   | 7   | 13  | 6   | 7   |     |     |     | 66    |
| 4    | 78 | Akkodis ASP Team       | Lexus        | 4   | 3   | 8   | Rit | 5   |     |     |     | 48    |
| 5    | 27 | Heart of Racing Team   | Aston Martin | 6   | Rit | 5   | 4   | 14  |     |     |     | 47    |
| 6    | 87 | Akkodis ASP Team       | Lexus        | Rit | 4   | Rit | 5   | 1   |     |     |     | 57    |
| 7    | 81 | TF Sport               | Corvette     | Rit | 6   | 14  | 3   | 2   |     |     |     | 56    |
| 8    | 54 | Vista AF Corse         | Ferrari      | 8   | 5   | 3   | Rit | 11  |     |     |     | 31    |
| 9    | 59 | United Autosports      | McLaren      | 2   | 14  | 15  | Rit | 8   |     |     |     | 31    |
| 10   | 10 | Racing Spirit of Léman | Aston Martin | 9   | 11  | 6   | 9   | 3   |     |     |     | 31    |
| 11   | 77 | Proton Competition     | Ford         | Rit | 10  | 4   | 7   | Rit |     |     |     | 25    |
| 12   | 31 | The Bend Team WRT      | BMW          | 3   | 12  | Rit | Rit | 12  |     |     |     | 23    |
| 13   | 46 | Team WRT               | BMW          | 11  | 2   | 9   | Rit | 10  |     |     |     | 22    |
| 14   | 88 | Proton Competition     | Ford         | 10  | 16  | 2   | Rit | Rit |     |     |     | 20    |
| 15   | 85 | Iron Dames             | Porsche      | 13  | 8   | 10  | 10  | 4   |     |     |     | 19    |
| 16   | 95 | United Autosports      | McLaren      | 7   | 9   | Rit | Rit | 9   |     |     |     | 14    |
| 17   | 61 | Iron Lynx              | Mercedes     | Rit | 13  | 11  | 8   | Rit |     |     |     | 8     |
| 18   | 60 | Iron Lynx              | Mercedes     | 14  | 15  | 12  | Rit | 15  |     |     |     | 0     |
| Pos. | N° | Team                   | Costruttore  | QAT | IMO | SPA | LMS | SAP | COA | FUJ | BHR | Punti |

### Annotazioni
1. ↑  Decisa dalla Hyperpole
2. ↑  Tutte le corse ad esclusione della 1812 km del Qatar e la 24 Ore di Le Mans
3. ↑  La 1812 km del Qatar è una corsa di 10 ore, ma è stato scelta questa tipologia di punteggio
4. ↑  Solo la 24 Ore di Le Mans